# Treehouse of Horror
«Treehouse of Horror» (conegut originalment com a «The Simpsons Halloween Special») és el tercer episodi de la segona temporada de la sèrie Els Simpson. Va ser emés per l'emissora Fox Broadcasting Company el 25 d'octubre de 1990. El capítol està inspirat en els còmics de terror de la dècada dels cinquanta. Comença amb un avís de què pot ser massa esgarrifós per a la canalla. Va ser el primer episodi de la nissaga dels «Treehouse of horror», que es retransmeten relacionats amb la festa de Halloween. Aquestos capítols no obeeixen les regles de realisme de la resta de la sèrie i no són tractats com a canon. L'avís inicial i el recorregut de la càmera per un cementiri amb làpides amb frases gracioses són un gag que són usats esporàdicament en els «Treehouse of horror».
L'argument gira entorn de tres històries de terror contades pels xiquets Simpson a la casa-arbre de la família. La primera part es desenvolupa en una casa encantada; en la segona Kang i Kodos, uns extraterrestres, abdueixen els Simpson. Són la primera aparició d'aquest parell d'aliens. Finalment, el darrer és una adaptació de la novel·la El Corb, d'Edgar Allan Poe. En James Earl Jones és l'estrella convidada en les tres parts.
El capitol va tindre una rebuda positiva, tot obtenint bones notes per part de la crítica. S'ha destacat especialment la història d'El Corb, tot i que el creador d'Els Simpson, Matt Groening estava preocupat per si podia ser vist com massa pretensiós.

## Argument
La història comença a Halloween, amb Bart, Lisa i Maggie comentant les seues històries de por preferides a la casa-arbre, mentre Homer els escolta i comenta com l'encanta la festivitat de Halloween.

### Bad Dream House
A la primera història, que conta Bart, els Simpsons es traslladen a una casa vella, molt sorpresos del seu baix preu. El perquè d'aquest preu palesa quan les parets comencen a sagnar i els objectes comencen a volar a través de l'aire. Marge vol marxar, però Homer li demana que hi reflexioni. Aquella nit, la casa posseeix Homer i els nens, manipulant les seves ments i fent-los empaitar-se l'un a l'altre amb destrals i ganivets. Marge intervé i s'enfronta a la casa, demanant-li que els tracte amb respecte durant la seva estada. La casa hi reflexiona, i finalment opta per sacrificar-se, abans que conviure amb els Simpson.

### Hungry are the Damned
Bart també conta la segona història. En aquesta, els Simpsons són al pati de darrere de llur casa fent una barbacoa quan són segrestats pels extraterrestres Kang i Kodos. La parella alien explica a la família que se'ls enduen cap al seu planeta natal. Mentre viatgen per l'espai, els donen grans quantitats de menjar, a la vegada que vigilen com engreixen els humans. Lisa sospita de les seues intencions, s'esmuny a la cuina i troba el llibre How To Cook Humans («Com cuinar humans»). Lisa l'agafa i el mostra als extraterrestres. Aquests li expliquen que la pols espacial ha tapat part de la portada. Bufen i es mostra How To Cook For Humans («Com cuinar per a humans»). Escèptica, bufa de nou la pols del llibre, i apareix un altre títol: How To Cook Forty Humans («Com cuinar quaranta humans»). De nou, els aliens bufen una altra vegada la portada i es revela el definitiu How To Cook For Forty Humans («Com cuinar per a quaranta humans»). Empipats pel recel de Lisa, retornen els Simpson a llur casa a la Terra, tot explicant-li a la xiqueta que ha arruïnat la possibilitat que la seua família trobara el paradís al planeta de Kang i Kodos.

### The Raven
En la tercera història, Lisa llegeix El Corb d'Edgar Allan Poe. En aquesta adaptació, Bart es descriu com el corb, Homer esdevé el protagonista de l'obra, mentre que Lisa i Maggie són serafins. Marge apareix breument com el retrat de Lenore. La narració en off va a càrrec de James Earl Jones.
L'episodi llavors retorna a la casa-arbre. Bart, Lisa i Maggie, que no s'han deixat espantar per cap de les tres històries, se'n van a dormir pacíficament tota la nit. Per contra, en Homer està atemorit per les narracions que ha escoltat. En això, mentre roman al llit, se li apareix un corb, amb l'aparença de Bart, que se'n riu d'ell. El pare llavors exclama que odia Halloween.

## Producció
A diferència de la majoria dels capítols d'Els Simpson, «Treehouse of Horror» es divideix en tres parts. És la primera de la sèrie d'episodis relacionats amb la festivitat de Halloween i que tenen una temàtica de terror. De fet, els capítols de «Treehouse of Terror» solen emetre's al voltant d'esta diada. Són considerats fora del cànon i surten de la continuïtat normal de la sèrie.
Un aspecte que atrau els guionistes en aquest tipus d'episodis és que poden trencar les regles de la sèrie i incloure elements, com ara una certa violència que no cap en qualsevol capítol normal. Està inspirat en les històries de terror d'EC Comics, com ara Tales from the Crypt.
En la primera part, «Bad Dream House», els guionistes van parodiar diversos films de cases encantades, com The Shining o The Amityville Horror. La casa encantada construïda sobre un cementeri es basa en la pel·lícula Poltergeist de 1982, i també va ser dissenyada per assemblar-se a la mansió de la Família Addams.
La segona història fa referència a l'episodi «To Serve Man» de la sèrie de televisió Twilight Zone, emés el 1962. Per acabar, la darrera part és l'adaptació de l'obra El Corb d'Edgar Allan Poe.
El capítol s'enceta amb Marge, que avisa els pares sobre el contingut de l'episodi i les aconsella que envien la canalla a dormir. Els productors volien protegir els espectadors més joves, atès que els pensaven que era massa terrorífic. Segons M. Keith Booker, autor de Drawn to television, això va tenir l'efecte paradoxal que l'episodi fòra més atractiu per als xiquets. Aquesta entrada és una paròdia del començament del film Frankenstein de 1931. La prevenció de Marge prompte va esdevindre una càrrega al guió i va caure al quart lliurament dels «Treehouse of Terror». La tradició va reviure breument al cinquè lliurament, per a desaparèixer definitivament, sense que hi haja cap intenció de repetir-ho. També en la seqüència inicial, i això es repetiria en els successius especials de Halloween, la càmera recòrre un cementiri on les làpides tenen epitafis humorístics que es poden llegir. Aquestos epitafis són des de sèries cancel·lades en la temporada anterior a noms de famosos com Walt Disney o Jim Morrison. Aquest recurs es va emprar per darrer cop a «Treehouse of Horror V», on apareix una única làpida amb les paraules amusing tombstones («làpides divertides») per fer palesa d'aquest final. Aquests gags de les làpides eren fàcils de crear per als guionistes en el primer episodi, però igual que amb els avisos de Marge, cada vegada es van fer més complicats d'idear, de tal mode que es van abandonar. De tota la sèrie dels «Treehouse», aquest primer capítol és l'únic que té lloc en una casa-arbre (treehouse en anglès). A més a més, a «Treehouse of Horror» sona per primer cop una versió alternativa de la sintonia dels crèdits finals. En principi s'havia d'usar un theremin, un antic instrument musical electrònic, però no es va trobar cap que reproduira totes les notes necessàries.
Alf Clausen, compositor de bona part de la banda sonora dels Simpson, va iniciar el seu treball a la sèrie en aquest capítol. La primera part, «Bad Dream House», va ser escrita per John Swartzwelder i dirigida per Wes Archer. La veu de la casa la va proporcionar l'actor regular Harry Shearer. Jay Kogen i Wallace Wolodarsky van escriure el segon tros, «Hungry are the Damned», que va ser dirigit per Rich Moore. Finalment, «The Raven» una adaptació per Sam Simon, dirigit per David Silverman, vasada en l'obra que Poe del 1845. Durant la producció, en Matt Groening no era convençut amb aquesta adaptació, atès que no hi havia molts acudits, i pensava que allò era «la pitjor, la cosa més pretensiosa (que ells) havien fet» en la sèrie. L'actor James Earl Jones va ser l'estrella convidada. Hi participa en les tres parts: com a home en moviment, com a Serak (un dels extraterrestres) i és el narrador d'«El Corb». Va enregistrar les seues frases a Village Recorder, a Los Angeles Oest. Per a donar-li un so característic als aliens, Jones va mastegar una galeta prop del seu micròfon.
Els germans extraterrestres Kang i Kodos van aparèixer per primer cop en aquest episodi. Des de llavors, tenen un paper en tots els capítols especials de Halloween, una regla no escrita d'Els Simpson. Tot i això, els guionistes comenten que sovint se n'obliden d'aquest parell i els han d'afegir a l'últim moment, complint amb aparicions breus. La idea de Kang i Kodos prové de Kogen i Wolodorsky. En el guió, els dos aliens es mostren com «uns pops en un casc espacial amb una estela de massa fangosa i deforme». El disseny final està basat en la coberta d'un número d'EC Comics. Encara que originalment es va pensar que tingueren una salivació constant, Groening va apuntar que no salivaren tot els temps per facilitar el procés d'animació. En canvi, els animadors no van seguir aquesta proposta, deixant la constant salivació que hi reflecteix el guió. Els noms de Kang i Kodos estan presos de dos personatges de Star Trek. Kang era un capità Klingon interpretat per l'actor Michael Ansara en l'episodi "Day of the Dove", mentre que Kodos l'Executor era un humà del capítol "The Conscience of the King". Harry Shearer va donar la veu a Kang, i Dan Castellaneta a Kodos.

## Recepció
Des de l'estrena, l'episodi ha rebut comentaris positius des de la bona part dels crítics estatunidencs. Els autors del llibre I Can't Believe It's a Bigger and Better Updated Unofficial Simpsons Guide, Warren Martyn i Adrian Wood, troben que les dues primeres parts funcionen millor que la tercera, «però aquest és un episodi meravellós, i marca un estàndard alt per als especials de Halloween que han de vindre».
El 2008, Canwest News Service va triar «Treehouse of Horror» com un dels cinc episodis més terrorífics del passat de la televisió. Van assenyalar que la frase de Marge «This family has had its differences and we've squabbled, but we've never had knife fights before, and I blame this house» és una de les línies de diàleg més destacades. Dos dels segments de l'episodi van ser destacats com a parts exemplars de la nissaga dels Treehouse of Horror. «The Raven» va ser triat com el segon millor segment dels Treehouse per Ryan J. Budke, de TV Squad, el 2005. Budke descriu el segoment com «una de les referències pop més refinades dels Simpson» i coneix «gent que considera que arribats a aquest punt s'adonen que Els Simpson poden ser prou divertits i intel·ligents». «Hungry are the Damned» va ser seleccionat en el cinquè lloc dels millors segments dels «Treehouse» per Eric Goldman, Dan Iverson i Brian Zoromski d'IGN el 2008. Van destacar el gag de How to Cook for Forty Humans com un dels moments més divertits de l'episodi.
Els crítics també van fer esment en la relació del capítol amb diversos xous televisius i l'obra d'Edgar Allan Poe. Michael Staley, de DVD Verdict, va descriure els tres episodis com uns «contes construïts de forma brillant captant els millors elements de The Twilight Zone, The Outer Limits i Alfred Hitchcock Presents, injectats en l'univers Simpson.». Doug Pratt veu «The Raven» com una perfecta adaptació, i Kurt M. Koenigsberger va escriu al seu llibre Leaving Springfield que «no és estrictament una forma literària».